# Jahazpur
Jahazpur è una suddivisione dell'India, classificata come municipality, di 18.816 abitanti, situata nel distretto di Bhilwara, nello stato federato del Rajasthan. In base al numero di abitanti la città rientra nella classe IV (da 10.000 a 19.999 persone).

## Geografia fisica
La città è situata a 25° 37' 0 N e 75° 16' 60 E e ha un'altitudine di 333 m s.l.m..

## Società

### Evoluzione demografica
Al censimento del 2001 la popolazione di Jahazpur assommava a 18.816 persone, delle quali 9.687 maschi e 9.129 femmine. I bambini di età inferiore o uguale ai sei anni assommavano a 2.979, dei quali 1.593 maschi e 1.386 femmine. Infine, coloro che erano in grado di saper almeno leggere e scrivere erano 11.097, dei quali 7.020 maschi e 4.077 femmine.